# Миколаївська вулиця (Харків)

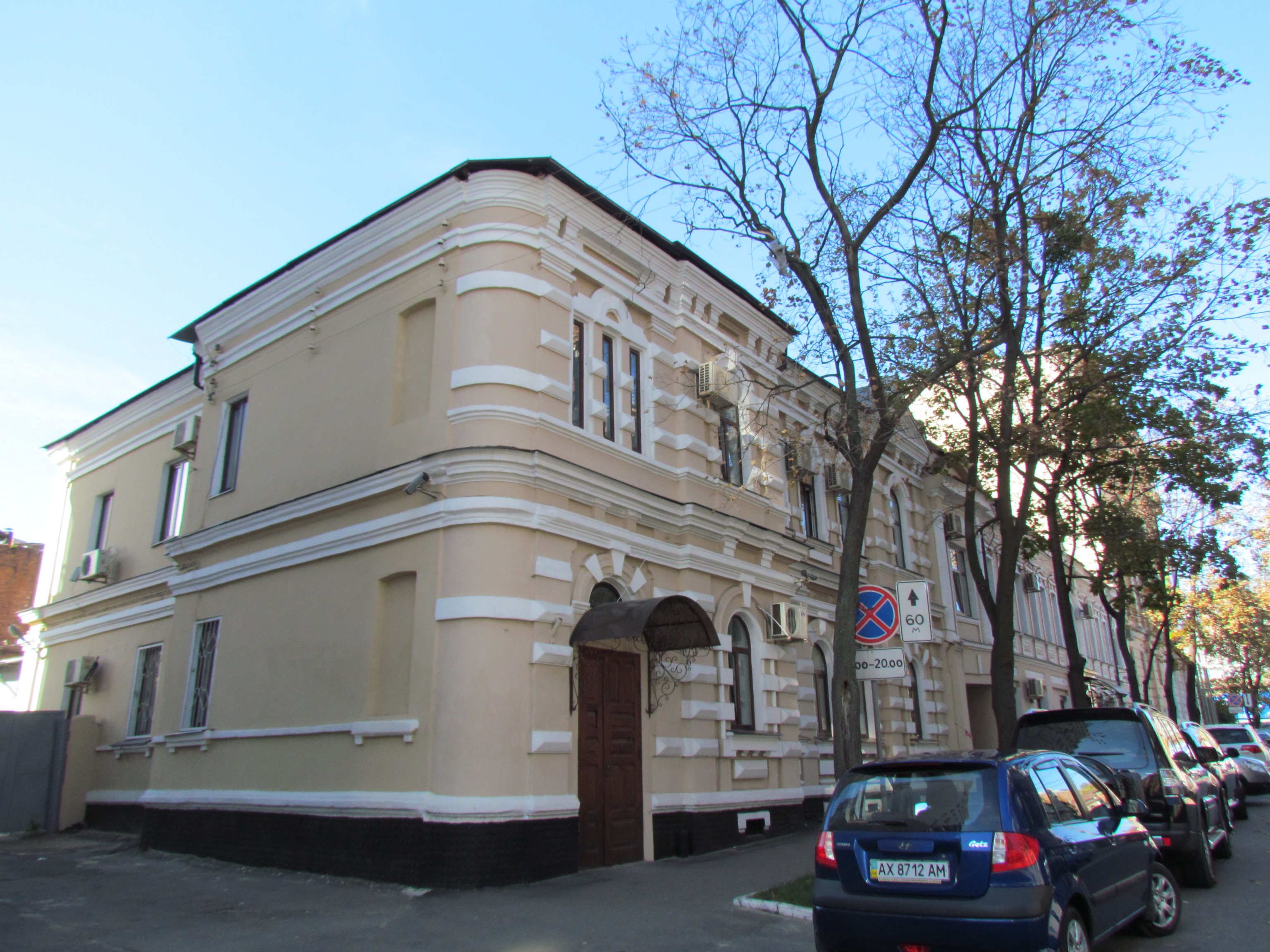
Будинок № 16a

Миколаївська вулиця — вулиця в центрі Харкова, в Київському адміністративному районі. Починається від майдану Конституції до Харківської набережної. Розташована паралельно проспекту Героїв Харкова. Довжина близько 540 метрів.

## Історія і назва
Одна з перших вулиць міста. Перша назва — Суміжна з Миколаївським приходом. Згідно зі списком 1804 року називалася Нікольська. Пізніше змінила назву на Миколаївська (1863). За даними Харківської міської ради вулиця з 1804 до 1922 роки мала назву Миколаївська.
З листопада 1922 року вулиця отримала ім'я письменника Володимира Короленка. Під час німецько-радянської війни рішенням Міської управи від 7 вересня 1942 року була повернута назва Миколаївська. Перша назва пов'язана з назвою однойменної башти, що знаходилася на розі сучасних майдану Конституції та Спартаківського провулку. Інша — з Миколаївською церквою, від котрої починалась вулиця.
Починалася вулиця від дільниці між сучасними домами № 18 и № 20 на майдані Конституції, де ще на початку ХХ сторіччя стояла Миколаївська церква.
На початку вулиці до неї примикає провулок Короленка. На цій невеликій ділянці в кінці ХІХ — початку ХХ століття була прокладена трамвайна лінія, по якій трамвай проходив до Пушкінської вулиці (нині вулиця Григорія Сковороди).
До перетину вулиці зі Слюсарним провулком вона мало забудована: на цю частину виходить головний фасад ХДНБ ім. В. Г. Короленка і сучасна будівля банку. У далекому минулому ця сторона вулиці була північною межею садиби Харківського колегіуму.
Під час Другої світової війни східна частина вулиці, що виходить до Харківської набережної, була значною мірою зруйнована.
26 січня 2024 року вулиці була повернута історична назва Миколаївська.

## Будинки
Після перехрестя з провулком Слюсарним увагу привертають житлові будинки:
- № 16а побудований в кінці XIX — початку XX століття (архітектор, імовірно, Ю. С. Цауне).
- № 18 побудований за проектом архітектора Б. М. Корнієнка в 1912 році.
- № 19 побудований за проектом архітектора Б. М. Корнієнка в 1912 році. Втім, існує думка про те, що будинок № 19 побудував Н. С. Дранніков.

У повоєнні роки вздовж Харківської набережної був побудований великий кутовий житловий будинок, фасад якого виходить на проспект Героїв Харкова, 27, у ньому влаштовано арку, що забезпечує вихід Миколаївської вулиці до Харківської набережної.
На непарній стороні вулиці побудований торгівельно-розважальний центр «Нікольський».